# Swaefberht
Swaefberht (fl. VII secolo) è stato un sovrano anglosassone.
Fu re del Kent, regnò insieme a Oswine, e forse anche Swaefheard. Scrisse una carta senza data a cui ha assistito Oswine ed è probabilmente il Gabertus che fu testimone di una carta emessa da Oswine nel luglio 689. Di solito è scambiato con Swaefheard a causa dei loro nomi simili e le date sovrapposte, ma la regalità multipla era comune nell'Inghilterra anglosassone, specialmente nell'Essex, dove ebbe origine Swaeheard.